# Parodi Ligure
Parodi Ligure é uma comuna italiana da região do Piemonte, província de Alexandria, com cerca de 721 habitantes. Estende-se por uma área de 12,5 km², tendo uma densidade populacional de 57 hab/km². Faz fronteira com Bosio, Gavi, Montaldeo, Mornese, San Cristoforo.

## Demografia
| Variação demográfica do município entre 1861 e 2011                               |
|                                                                                   |
| Fonte: Istituto Nazionale di Statistica (ISTAT) - Elaboração gráfica da Wikipedia |